# 바를람 샬라모프

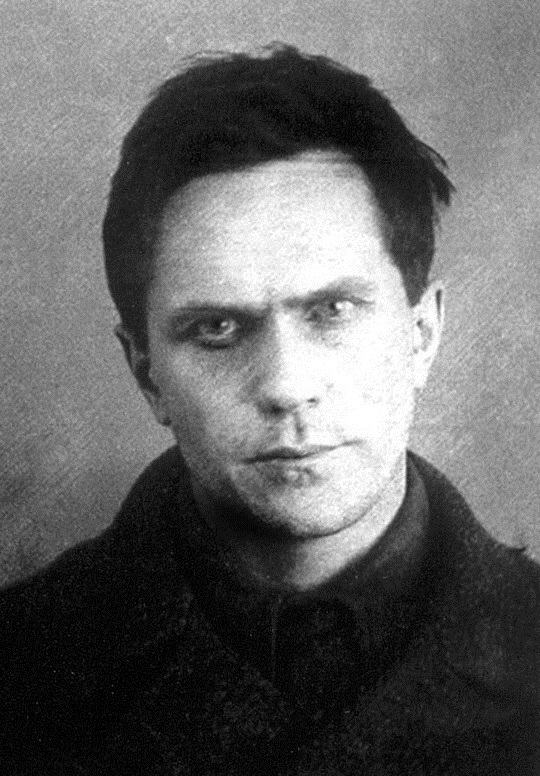

바를람 티호노비치 샬라모프(Варлам Тихонович Шаламов, 1907년 7월 25일 ~ 1982년 8월 12일)는 러시아의 작가, 언론인, 시인이고, 굴라그 생존자였다.
볼로그다에서 정교회 신자 변호사이자 선생이었던 부모님 사이에서 태어났다. 모스크바 대학교에서 소비에트 법학을 공부했다.

## 작품
- ISBN 0-14-018695-6 Kolyma Tales
- ISBN 0-393-01476-2 Graphite
- ISBN 5-17-004492-5 Vospominaniia (memoirs)

## 같이 보기
- 소비에트 연방의 역사
- 굴라그